# Collix basicristata
Collix basicristata là một loài bướm đêm trong họ Geometridae.